# Vepagunta
Vepagunta är en ort i Indien.   Den ligger i distriktet Vishākhapatnam och delstaten Andhra Pradesh, i den sydöstra delen av landet, 1 400 km söder om huvudstaden New Delhi. Vepagunta ligger 54 meter över havet och antalet invånare är 26 881.
Terrängen runt Vepagunta är kuperad åt sydost, men åt nordväst är den platt. Runt Vepagunta är det tätbefolkat, med 550 invånare per kvadratkilometer. Närmaste större samhälle är Visakhapatnam, 11,0 km söder om Vepagunta. Runt Vepagunta är det i huvudsak tätbebyggt.